# Экономика Норвегии
Норвегия имеет развитую смешанную экономику со значительной долей государственного сектора в стратегических отраслях.  Несмотря на чувствительность к глобальным экономическим циклам, экономика Норвегии продемонстрировала устойчивый рост с начала индустриальной эры.
Судоходство уже давно является опорой экспортного сектора Норвегии, но большая часть экономического роста в Норвегии вызвана обилием природных ресурсов, поэтому развиты разведка и добыча нефти, гидроэнергетика и рыболовство.
Доля сельского хозяйства и тяжелой промышленности в экономике снизилась в связи с развитием сферы услуг и отраслей, связанных с добычей нефти.
Государственный сектор является одним из крупнейших в мире в процентах от общего объёма валового внутреннего продукта.
Страна имеет очень высокий уровень жизни по сравнению с другими европейскими странами и развитую систему социального обеспечения.

## Общие сведения
Правительство Королевства Норвегии контролирует ключевые сферы экономики, в частности, нефтяной сектор. Добыча газа в Северном море ведётся с 1971 года. Хотя страна обладает и другими природными ресурсами (лесные ресурсы, минералы, гидроресурсы), нефтяной сектор обеспечивает 30 % поступлений средств в бюджет Норвегии.
ВВП в 2012 году составил $ 329 млрд..
Вместе с тем, в 2000-е годы Норвегию коснулась общескандинавская тенденция снижения доли доходов от государственной собственности в общих доходах государства: с 17,4 % в 2003 году до 14,9 % в 2006 году.

## Статистика
В следующей таблице показаны основные экономические показатели за 1980—2018 года. Инфляция менее 2 % обозначена зелёной стрелкой.
| Год  | ВВП (ППС) (в млрд долл. США) | ВВП на душу населения (ППС) (в долл. США) | Рост ВВП (реальный) | Уровень инфляции (в процентах) | Безработица (в процентах) | Государственный долг (в процентах от ВВП) |
| ---- | ---------------------------- | ----------------------------------------- | ------------------- | ------------------------------ | ------------------------- | ----------------------------------------- |
| 1980 | 61,3                         | 14 968                                    | ▲4,5 %              | ▲10,9 %                        | 1,7 %                     | 46,7 %                                    |
| 1981 | ▲68,0                        | ▲16 568                                   | ▲1,6 %              | ▲13,6 %                        | ▲2,0 %                    | ▼42,5 %                                   |
| 1982 | ▲72,4                        | ▲17 571                                   | ▲0,2 %              | ▲11,3 %                        | ▲2,6 %                    | ▼37,7 %                                   |
| 1983 | ▲78,3                        | ▲18 936                                   | ▲4,0 %              | ▲8,5 %                         | ▲3,4 %                    | ▼34,7 %                                   |
| 1984 | ▲86,0                        | ▲20 737                                   | ▲6,1 %              | ▲6,2 %                         | ▼3,1 %                    | ▼34,5 %                                   |
| 1985 | ▲93,7                        | ▲22 517                                   | ▲5,6 %              | ▲5,7 %                         | ▼2,6 %                    | ▲36,2 %                                   |
| 1986 | ▲99,4                        | ▲23 814                                   | ▲4,0 %              | ▲7,2 %                         | ▼2,0 %                    | ▲45,1 %                                   |
| 1987 | ▲103,7                       | ▲24 707                                   | ▲1,8 %              | ▲8,7 %                         | ▲2,1 %                    | ▼37,7 %                                   |
| 1988 | ▲107,1                       | ▲25 370                                   | ▼−0,3 %             | ▲6,7 %                         | ▲3,1 %                    | ▼31,8 %                                   |
| 1989 | ▲112,4                       | ▲26 552                                   | ▲1,0 %              | ▲4,5 %                         | ▲4,9 %                    | ▼31,7 %                                   |
| 1990 | ▲118,8                       | ▲27 956                                   | ▲1,9 %              | ▲4,1 %                         | ▲5,2 %                    | ▼28,4 %                                   |
| 1991 | ▲126,6                       | ▲29 610                                   | ▲3,1 %              | ▲3,4 %                         | ▲5,5 %                    | ▲38,4 %                                   |
| 1992 | ▲134,1                       | ▲31 183                                   | ▲3,6 %              | ▲2,3 %                         | ▲5,9 %                    | ▲44,1 %                                   |
| 1993 | ▲141,2                       | ▲32 639                                   | ▲2,8 %              | ▲2,3 %                         | ▬5,9 %                    | ▲52,6 %                                   |
| 1994 | ▲151,5                       | ▲34 829                                   | ▲5,1 %              | ▲1,4 %                         | ▼5,4 %                    | ▼49,6 %                                   |
| 1995 | ▲161,0                       | ▲36 850                                   | ▲4,2 %              | ▲2,5 %                         | ▼4,9 %                    | ▼32,1 %                                   |
| 1996 | ▲172,2                       | ▲39 205                                   | ▲5,0 %              | ▲1,3 %                         | ▼4,8 %                    | ▼27,8 %                                   |
| 1997 | ▲184,4                       | ▲41 788                                   | ▲5,3 %              | ▲2,6 %                         | ▼4,0 %                    | ▼25,2 %                                   |
| 1998 | ▲191,3                       | ▲43 084                                   | ▲2,6 %              | ▲2,5 %                         | ▼3,2 %                    | ▼22,9 %                                   |
| 1999 | ▲198,2                       | ▲44 297                                   | ▲2,0 %              | ▲2,4 %                         | ▬3,2 %                    | ▲24,3 %                                   |
| 2000 | ▲209,2                       | ▲46 471                                   | ▲3,2 %              | ▲3,1 %                         | ▲3,4 %                    | ▲28,1 %                                   |
| 2001 | ▲218,3                       | ▲48 322                                   | ▲2,1 %              | ▲3,0 %                         | ▲3,5 %                    | ▼26,7 %                                   |
| 2002 | ▲224,9                       | ▲49 464                                   | ▲1,4 %              | ▲1,3 %                         | ▲3,9 %                    | ▲33,5 %                                   |
| 2003 | ▲231,5                       | ▲50 629                                   | ▲0,9 %              | ▲2,5 %                         | ▲4,5 %                    | ▲42,7 %                                   |
| 2004 | ▲247,3                       | ▲53 771                                   | ▲4,0 %              | ▲0,4 %                         | ▬4,5 %                    | ▲43,5 %                                   |
| 2005 | ▲262,0                       | ▲56 558                                   | ▲2,6 %              | ▲1,5 %                         | ▲4,6 %                    | ▼42,0 %                                   |
| 2006 | ▲276,5                       | ▲59 180                                   | ▲2,4 %              | ▲2,3 %                         | ▼3,4 %                    | ▲53,3 %                                   |
| 2007 | ▲292,3                       | ▲61 909                                   | ▲3,0 %              | ▲0,7 %                         | ▼2,5 %                    | ▼49,2 %                                   |
| 2008 | ▲299,5                       | ▲62 560                                   | ▲0,5 %              | ▲0,5 %                         | ▲2,6 %                    | ▼47,2 %                                   |
| 2009 | ▼296,6                       | ▼61 257                                   | ▼−1,7 %             | ▲2,2 %                         | ▲3,2 %                    | ▼41,9 %                                   |
| 2010 | ▲302,3                       | ▲61 602                                   | ▲0,7 %              | ▲2,4 %                         | ▲3,6 %                    | ▲42,3 %                                   |
| 2011 | ▲311,6                       | ▲62 656                                   | ▲1,0 %              | ▲1,3 %                         | ▼3,3 %                    | ▼28,8 %                                   |
| 2012 | ▲326,0                       | ▲64 700                                   | ▲2,7 %              | ▲1,7 %                         | ▼3,2 %                    | ▲30,2 %                                   |
| 2013 | ▲334,6                       | ▲65 673                                   | ▲1,0 %              | ▲2,1 %                         | ▲3,5 %                    | ▲30,4 %                                   |
| 2014 | ▲347,4                       | ▲67 377                                   | ▲2,0 %              | ▲2,0 %                         | ▬3,5 %                    | ▼28,8 %                                   |
| 2015 | ▲358,1                       | ▲68 796                                   | ▲2,0 %              | ▲2,2 %                         | ▲4,4 %                    | ▲33,1 %                                   |
| 2016 | ▲366,6                       | ▲69 807                                   | ▲1,1 %              | ▲3,6 %                         | ▲4,8 %                    | ▲36,7 %                                   |
| 2017 | ▲380,0                       | ▲71 831                                   | ▲1,8 %              | ▲1,9 %                         | ▼4,2 %                    | ▬36,7 %                                   |

## История

### До индустриальной революции
До промышленной революции экономика Норвегии была основана на сельском хозяйстве, производстве древесины и рыболовстве. Норвежцы обычно жили в условиях значительной нехватки продовольствия, хотя голод был редок. Для некоторых плодородных районов, за исключением Хедмарка и Эстфолла, зерновые культуры были ограничены морозоустойчивыми, такими как овес, рожь, и ячмень; было хорошо развито скотоводство. В районах Центральной и Северной Норвегии занимались оленеводством. Рыбалка вокруг побережья была опасной работой, хотя некоторые виды рыб, такие как сельдь, треска, палтус, водились в изобилии. Ввоз картофеля в Норвегию в XVIII веке привёл к значительному облегчению жизни норвежцев.
По всему побережью ловля рыбы (включая треску, сельдь, палтус и т.д.) была важным дополнением к земледелию и была во многих районах на севере и западе основным источником существования. Рыбалка обычно дополнялась выращиванием сельскохозяйственных культур и разведением скота на небольших фермах.
Фермеры, владеющие собственностью, были и продолжают оставаться основной единицей работы в норвежском сельском хозяйстве, но до XIX века у фермеров закончились земли, доступные для ведения сельского хозяйства. Многие сельскохозяйственные семьи стали нищими, что послужило толчком для их эмиграции в Северную Америку.

### Индустриальная революция
Помимо горнодобывающей промышленности в Конгсберге, Рёрусе и Лёккене Верке, индустриализация пришлась на первые текстильные фабрики, которые были построены в Норвегии в середине XIX века. Но первые крупные промышленные предприятия появились, когда политика предпринимателей привела к созданию банков для удовлетворения этих потребностей.
Были созданы рабочие места для большого числа лиц. Поскольку доход людей, занятых в промышленности, превысил доход крестьян, началось долгосрочное сокращение площадей обрабатываемых земель и снижение сельского населения. Началось формирование рабочего класса.

## Государственный сектор
Формирование государственного сектора началось с национализации германских активов после Второй мировой войны. В начале 2000-х годов в Норвегии 80 компаний находились в государственной собственности, большая часть в ведении Министерства торговли и промышленности.
Государственные предприятия в начале 2000-х годов были сосредоточены в следующих отраслях хозяйства: ТЭК («Статойл», «Норск гидро»), телевизионная связь («Теленор»), почта ("Постен Норге"), железные дороги, авиаперевозки (САС), производство и распределение электроэнергии («Статскрафт»), лесное хозяйство («Статског»), металлургия («Норск гидро»), торговля алкогольными напитками, банковские услуги («Коммуналбанкен»), добыча каменного угля («Стуре Норске Шпицберген Кулькомпани») и т. д.
В 1990-е годы в Норвегии была отменена государственная монополия на торговлю алкоголем, оптовую торговлю зерном и медицинскими препаратами, на телесвязь, радио и телевизионное вещание. После вступления в действие соглашения о ЕЭП Норвегия была вынуждена преобразовать государственную монополию по торговле лекарствами «Норск Медисинальдепо» сначала в государственное АО, а затем продать 17 % акций новой компании.
Государственная собственность в Норвегии являлась высокодоходной — в 2006 году те госпредприятия, акции которых котируются на бирже, принесли доход в 30 %. В 1990—2000 гг. доходы от приватизации составили 2,9 млрд долларов.

## Сельское хозяйство
По всему побережью ловля рыбы (включая треску, сельдь, палтус и т.д.) была важным дополнением к земледелию и была во многих районах на севере и западе основным источником существования.
Рыбалка обычно дополнялась выращиванием сельскохозяйственных культур и разведением скота на небольших фермах.
Фермеры, владеющие собственностью, были и продолжают оставаться основной единицей работы в норвежском сельском хозяйстве.

## Промышленность
Судостроение и судоходство давно является опорой экспортного сектора Норвегии.

### Нефтегазовая промышленность Норвегии
Нефтегазовый комплекс страны является фундаментом всей норвежской экономики; в ней прямо занято более 74 тыс. чел. (3 % всех занятых), а косвенно ещё 220 тыс.
Все запасы нефти и газа Норвегии расположены на шельфе Северного моря. 
Инициатива начать разведку запасов принадлежала не государству, а крупным транснациональным компаниям. Первой заявку подала американская Phillips Petroleum, в 1962 году.
В 1965 г. Норвегия выдала первые нефтяные лицензии, а уже в декабре 1969 было открыто первое большое месторождение.
Первая промышленная добыча нефти началась в 1970 году.
Оперативным управлением и надзором занялся вновь созданный Нефтяной директорат, а для непосредственного участия в нефтяных проектах была создана государственная компания Статойл (Statoil).
Ещё одной норвежской компанией, занявшейся добычей нефти, стала Норск Гидро (Norsk Hydro), в которой государству принадлежал 51 % акций.
Рост нефтяных доходов позволил Норвегии брать внешние займы в счёт будущих доходов от продажи нефти и газа на поддержку других отраслей, в частности судостроения, и на реализацию программ социального и регионального развития в рамках концепции «государства всеобщего благоденствия».
Также, к 2005 г. у Норвегии уже не было внешнего долга.
К 2007 было осуществлено слияние Statoil и энергетических активов Norsk Hydro, созданный нефтегазовый гигант способен составить серьёзную конкуренцию России на европейском рынке.
В 2002 г. нефтегазовый сектор составил 23 % ВВП и принёс 32 % всех доходов.
По состоянию на 2006 год, Норвегия обеспечивала примерно 15 % потребностей стран Евросоюза в нефти и газе.
По состоянию на 2016 год Норвегия занимает 13-е место в рейтинге стран по добыче нефти, по данным ОПЕК.

## Энергетика
При высоких запасах углеводородов, внутреннее потребление всей электроэнергии в Норвегии на 95 % покрывается гидростанциями, дополнительно строятся только ветряные электростанции (она наращивает мощности ВИЭ, которые обеспечат стране возможность полнее участвовать в будущей энергетической системе Европы). 
Генерация повседневно превышает потребление, но излишки мощностей направляются на пополнение уровня воды в резервуарах ГЭС, что обеспечивает стабильность нагрузки генераторов ГЭС при перепадах спроса потребителей. 
В 2013 году потребление первичных энергоресурсов составило 45,0 млн тонн нефтяного эквивалента, из которых
65,0 % пришлось на гидроэнергию,
24,0 % — на нефть,
8,9 % — на природный газ,
1,6 % — на уголь,
1,1 % на иные возобновляемые источники.
Излишки электроэнергии поставляются из Норвегии в страны Европы. Норвегия уже имеет кабельные силовые линии электропередачи с Данией и Нидерландами. С этой же целью (иметь возможность продавать избытки энергии своих ГЭС) Норвегия 1 октября 2021 завершила прокладку самого протяженного в мире подводного силового кабеля North Sea Link Норвегия — Великобритания, протяженностью 720 км. 

Идут работы по прокладке силового кабеля протяженностью 623 км по дну Северного моря между Норвегией и Германией.
- Министерство нефти и энергетики Норвегии

## Государственный пенсионный фонд Норвегии
Государственный пенсионный фонд Норвегии, также известный как Нефтяной фонд, был создан в 1990 году для инвестирования избыточных доходов норвежского нефтяного сектора. По состоянию на 2025 год фонд владеет долями в 8 500 компаниях в 70 странах мира, стоимость его активов составляет чуть более $1,8 трлн, что приблизительно равно 1,5 % от мирового фондового рынка, что делает его крупнейшим в мире национальным фондом благосостояния. По состоянию на конец 2024 года 71,4 % фонда было инвестировано в акции, 26,6 % в ценные бумаги с фиксированным доходом, 1,8 % в недвижимость и 0,1 % в возобновляемую энергетику.  За 2024 года доходность государственного пенсионного фонда за границей составила 13 % или 2 511 млрд норвежских крон (243 млрд долларов США). По состоянию на 20 июня 2025 года рыночная стоимость государственного пенсионного фонда Норвегии составляла 18 826 000 000 000 kr или $1 631 850 105 160. По состоянию на июнь 2025 года из фонда на каждого норвежского гражданина приходилось около 3 365 187 kr или $340 000.

## Доходы населения
По состоянию на 2024 год средний размер оплаты труда в Норвегии составляет 63 644 kr (€5401, брутто) и 45 772 kr (€3882, нетто) в месяц.